# Championnats du monde de tir à l'arc 2023
Navigation
Édition précédente Édition suivante
Les Championnats du monde de tir à l'arc 2023 sont une compétition sportive de tir à l'arc organisée du 31 juillet 2023 au 6 août 2023 à Berlin en Allemagne. Il s'agit de la 52e édition des championnats du monde de tir à l'arc.

## Résultats
Les championnats du monde comptent comme épreuve de qualification pour les Jeux olympiques Paris 2024 : 3 quotas par équipes hommes et femmes ainsi que 3 quotas individuels hommes et femmes.

### Arc classique
| Épreuves                 | Or                                                                | Argent                                                        | Bronze                                                     |
| ------------------------ | ----------------------------------------------------------------- | ------------------------------------------------------------- | ---------------------------------------------------------- |
| Format individuel hommes | Mete Gazoz                                                        | Eric Peters                                                   | Marcus D'Almeida                                           |
| Format individuel femmes | Marie Horáčková                                                   | Alejandra Valencia                                            | Satsuki Noda                                               |
| Format par équipe hommes | Corée du Sud - Kim Woo-jin - Kim Je-deok - Lee Woo-seok           | Turquie - Mete Gazoz - Ulaş Berkim Tümer - Abdullah Yıldırmış | Japon - Takaharu Furukawa - Junya Nakanishi - Fumiya Saito |
| Format par équipe femmes | Allemagne - Katharina Bauer - Michelle Kroppen - Charline Schwarz | France - Audrey Adiceom - Lisa Barbelin - Caroline Lopez      | Mexique - Aída Román - Ángela Ruiz - Alejandra Valencia    |
| Format par équipe mixte  | Corée du Sud - Lim Si-hyeon - Kim Woo-jin                         | Allemagne - Michelle Kroppen - Florian Unruh                  | Italie - Tatiana Andreoli - Mauro Nespoli                  |

### À poulie
| Épreuves                 | Or                                                                   | Argent                                                         | Bronze                                                   |
| ------------------------ | -------------------------------------------------------------------- | -------------------------------------------------------------- | -------------------------------------------------------- |
| Format individuel hommes | Ojas Pravin Deotale                                                  | Łukasz Przybylski                                              | Mike Schloesser                                          |
| Format individuel femmes | Aditi Gopichand Swami                                                | Andrea Becerra                                                 | Jyothi Surekha Vennam                                    |
| Format par équipe hommes | Pologne - Przemysław Konecki - Łukasz Przybylski - Rafał Dobrowolski | Danemark - Mathias Fullerton - Tore Bjarnarson - Martin Damsbo | Pays-Bas - Mike Schloesser - Jay Tjin-a-djie - Sil Pater |
| Format par équipe femmes | Inde - Jyothi Surekha Vennam - Aditi Gopichand Swami - Parneet Kaur  | Mexique - Dafne Quintero - Ana Hernández - Andrea Becerra      | Corée du Sud - So Chae-won - Oh Yoo-hyun - Song Yun-soo  |
| Format par équipe mixte  | États-Unis - Alexis Ruiz - Sawyer Sullivan                           | Colombie - Sara López - Sebastián Arenas                       | Luxembourg - Mariya Shkolna - Gilles Seywert             |

## Tableau des médailles
- Pays organisateur

| Rang  | Nation       | Or | Argent | Bronze | Total |
| ----- | ------------ | -- | ------ | ------ | ----- |
| 1     | Inde         | 3  | 0      | 1      | 4     |
| 2     | Corée du Sud | 2  | 0      | 1      | 3     |
| 3     | Allemagne    | 1  | 1      | 0      | 2     |
| 3     | Pologne      | 1  | 1      | 0      | 2     |
| 3     | Turquie      | 1  | 1      | 0      | 2     |
| 6     | États-Unis   | 1  | 0      | 0      | 1     |
| 6     | Tchéquie     | 1  | 0      | 0      | 1     |
| 8     | Mexique      | 0  | 3      | 1      | 4     |
| 9     | Canada       | 0  | 1      | 0      | 1     |
| 9     | Colombie     | 0  | 1      | 0      | 1     |
| 9     | Danemark     | 0  | 1      | 0      | 1     |
| 9     | France       | 0  | 1      | 0      | 1     |
| 13    | Japon        | 0  | 0      | 2      | 2     |
| 13    | Pays-Bas     | 0  | 0      | 2      | 2     |
| 15    | Brésil       | 0  | 0      | 1      | 1     |
| 15    | Italie       | 0  | 0      | 1      | 1     |
| 15    | Luxembourg   | 0  | 0      | 1      | 1     |
| Total | Total        | 10 | 10     | 10     | 30    |